# Paolo Uccello

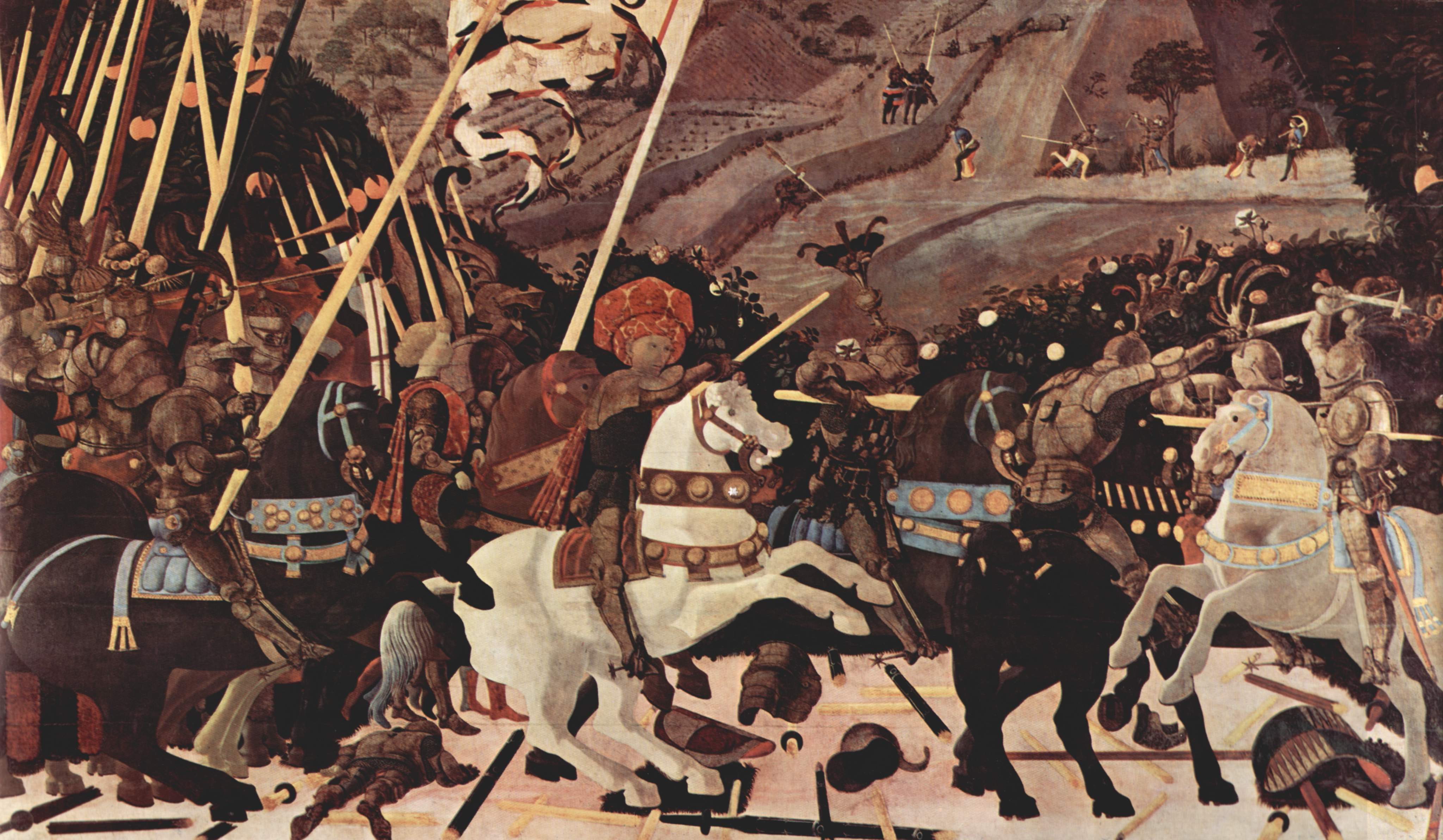
Paolo Uccello – ”Slaget vid San Romano” (cirka 1456; vänster pannå). National Gallery, London

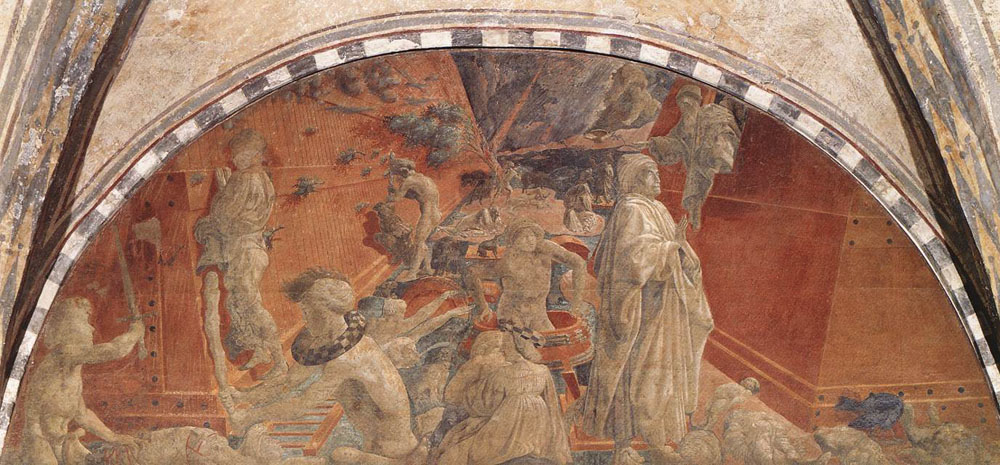
Paolo Uccello – ”Syndafloden”

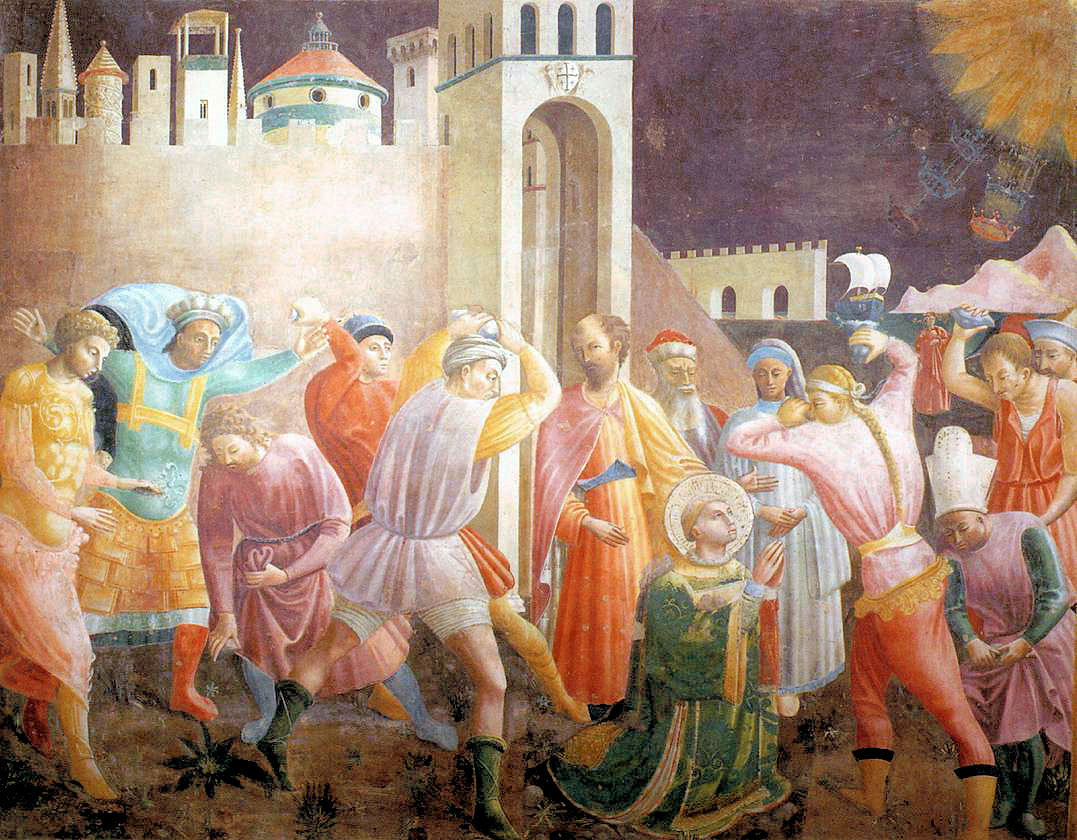
Paolo Uccello – ”Sankt Stefanos stenande”

Paolo Uccello, egentligen Paolo di Dono, född 1397 i Pratovecchio nära Arezzo, död 10 december 1475 i Florens, var en italiensk målare och mosaikkonstnär under ungrenässansen. 
Vasari berättar i sin biografi över renässanskonstnärer varför han kallades Uccello (italienska ’fågel’). Eftersom han var mycket förtjust i fåglar, men inte hade råd att äga några, omgav han sig i sitt hem med målningar av fåglar och andra djur.

## Biografi
Uccello gick i lära hos Lorenzo Ghiberti och assisterade denne vid utförandet av bronsportarna till baptisteriet i Florens. 1415 blev han upptagen i gillet Medici e Speziali. Han bosatte sig senare i Florens och utförde i korsgången till klostret vid Santa Maria Novella fresker med motiv ur Första Moseboken. I fresken Syndafloden, målad som lunett, skildrar Uccello den bibliska naturkatastrofens fasor med gestalter som kämpar för att överleva. En man klamrar sig fast vid arken, två gestalter simmar frenetiskt.
Som en i kretsen kring Donatello experimenterade Uccello mycket med hur man med hjälp av perspektivet skulle återge den tredimensionella verkligheten på en tvådimensionell yta. 

## Slaget vid San Romano
Uccello skildrar slaget vid San Romano den 1 juni 1432 på tre stora pannåer. Där ses den florentinske härföraren Niccolò da Tolentino anföra sina trupper mot staden republiken Sienas soldater. Den mycket förenklade framställningen av hästarna, lansarnas uppställning och bakgrundens geometriska indelning ger kompositionen i sin helhet den abstraherande tendens som är karakteristisk får många av Uccellos målningar.

## Verk (urval)
- Sankt Stefanos stenande (cirka 1435), Duomo, Prato
- Syndafloden (1447–1448), Chiostro Verde, Santa Maria Novella, Florens
- Slaget vid San Romano (cirka 1456), Galleria degli Uffizi, Florens
- Sankt Göran och draken (cirka 1456), National Gallery, London
- Jakten (cirka 1470, Det sista verket som man vet att han har gjort)